# زندگی یک مبارزه است (فیلم ۱۹۹۰)
زندگی یک مبارزه است (به هندی: Jeevan Ek Sanghursh) فیلمی محصول سال ۱۹۹۰ و به کارگردانی راهول راول است. در این فیلم بازیگرانی همچون آنیل کاپور، مادهوری دیکشیت، راکهی گولزار، انوپم کهیر، پارش راوال، مون مون سان ایفای نقش کرده‌اند.